# Ahetze
Ahetze är en kommun i departementet Pyrénées-Atlantiques i regionen Nouvelle-Aquitaine i sydvästra Frankrike. Kommunen ligger i kantonen Ustaritz som tillhör arrondissementet Bayonne. År 2022 hade Ahetze 2 070 invånare.

## Befolkningsutveckling
Antalet invånare i kommunen Ahetze
| Referens: INSEE |